# Анисимов, Сергей Сергеевич
Сергей Сергеевич Анисимов (1876, Фатеж, Курская губерния — 1948, Гагры) — русский писатель, составитель путеводителей.

## Биография
Родился 29 февраля (12 марта) 1876 года в городе Фатеж, в семье судебного деятеля.
В 1895 году окончил с золотой медалью Воронежскую гимназию и поступил на медицинский факультет Санкт-Петербургского университета. Проучившись два года, он понял, что в выборе будущей профессии он серьёзно ошибся и перевёлся на юридический факультет, который и окончил в 1902 году. Работал в адвокатуре, в Курске.
С момента поступления в университет он принимал активное участие в политической жизни, был активным участником создания Всероссийского союза адвокатов и Трудовой народно-социалистической партии. В конце 1905 года за участие в революционном движении был сослан в Тобольскую губернию.
В 1908 году поселился с семьёй в Днепропетровске, где стал вести интенсивную адвокатскую работу; выступал защитником в ряде политических процессов. После 1917 года, переехав в Москву, активно включился в работу действовавшего в столице Общества политкаторжан и политических ссыльных. В 1917 году стал членом ЦК Партии народных социалистов (возрождённая Трудовая народно-социалистическая партия). В 1918 году он участвовал в организации «Товарищества изучения и распространения творений Л. Н. Толстого».
После 1913 года всецело отдался литературной работе, хотя первое печатное произведение Анисимова — книга «Вечный снег и лед» — вышла ещё в 1901 году. Ещё в университете Анисимов сильно интересовался альпинизмом; в 1913 году, вместе с женой совершил путешествие по Сванетии. И в дальнейшем изучал Кавказ, совершив 14 путешествий по нему. Участвовал в журналах «Восходы», «Юная Россия», «Современник», «Сев. Зап.»[уточнить], «Р. В.», «Былое», «Каторга и ссылка», а также в «Московском Альманахе» (Книгоизд-ва писателей). В 1918—1922 годах был одним из руководителей издательства «Задруга». Начиная с 1927 года, кавказские путеводители Анисимова иллюстрировала его дочь Татьяна. Печатался в журналах «Всемирный турист», «Огонёк», «На суше и на море».
В 1934—1935 годах он участвовал в организации школы Альпинизма РККА в Терсколе на южном склоне Эльбруса, в создании методики массовых восхождений, читал курс орографии Кавказа для командного состава.
Во время Великой Отечественной войны регулярно выезжал на передовую, где рассказывал защитникам Москвы о героической истории Родины. В день своего 70-летия был награждён Почётной грамотой Всесоюзного комитета по делам физкультуры и спорта при СНК СССР. Во время войны вышла его монография «Путешествие П. А. Кропоткина», за которую ему была присвоена степень кандидата географических наук.
Умер 28 октября 1948 года на даче писателей в Гаграх; похоронен на Ваганьковском кладбище в Москве (уч. № 16).